# Enholmen
Enholmen ist eine Insel vor Slite im Nordosten der größten schwedischen Insel Gotland.
Auf Enholmen befindet sich seit der Mitte des 19. Jahrhunderts die Festung Enholmens fästning am Standort der ehemaligen, aus dem 17. Jahrhundert stammenden Festung Karlsvärds fästning.  Die Insel hat früher auch der Quarantäne gedient. Personen, die verdächtig waren, ansteckende Krankheiten zu haben, wurden dorthin geschickt, bevor sie die Hauptinsel Gotland betreten durften. Auf der Westseite der Insel befindet sich eine Halbinsel mit einem Cholera-Friedhof (schwedisch kolerakyrkogård), einem Massengrab, das nach einer Choleraepidemie angelegt wurde.
Heute ist die Insel vor allem eine Militäranlage, die bis zum Ende der 1990er-Jahre militärisches Sperrgebiet (schwedisch militärt skyddsområde) war. Etwas weiter östlich liegt die Insel Grunnet, die auch zum Sperrgebiet gehörte.

## Fotogalerie

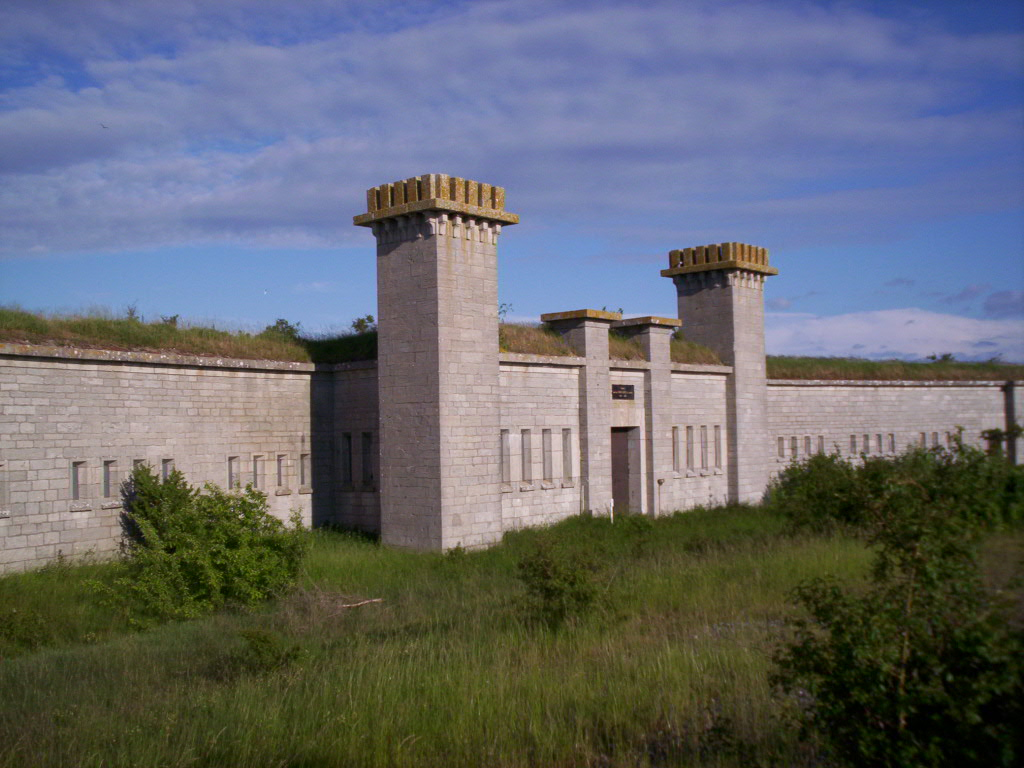
Enholmens fästning.
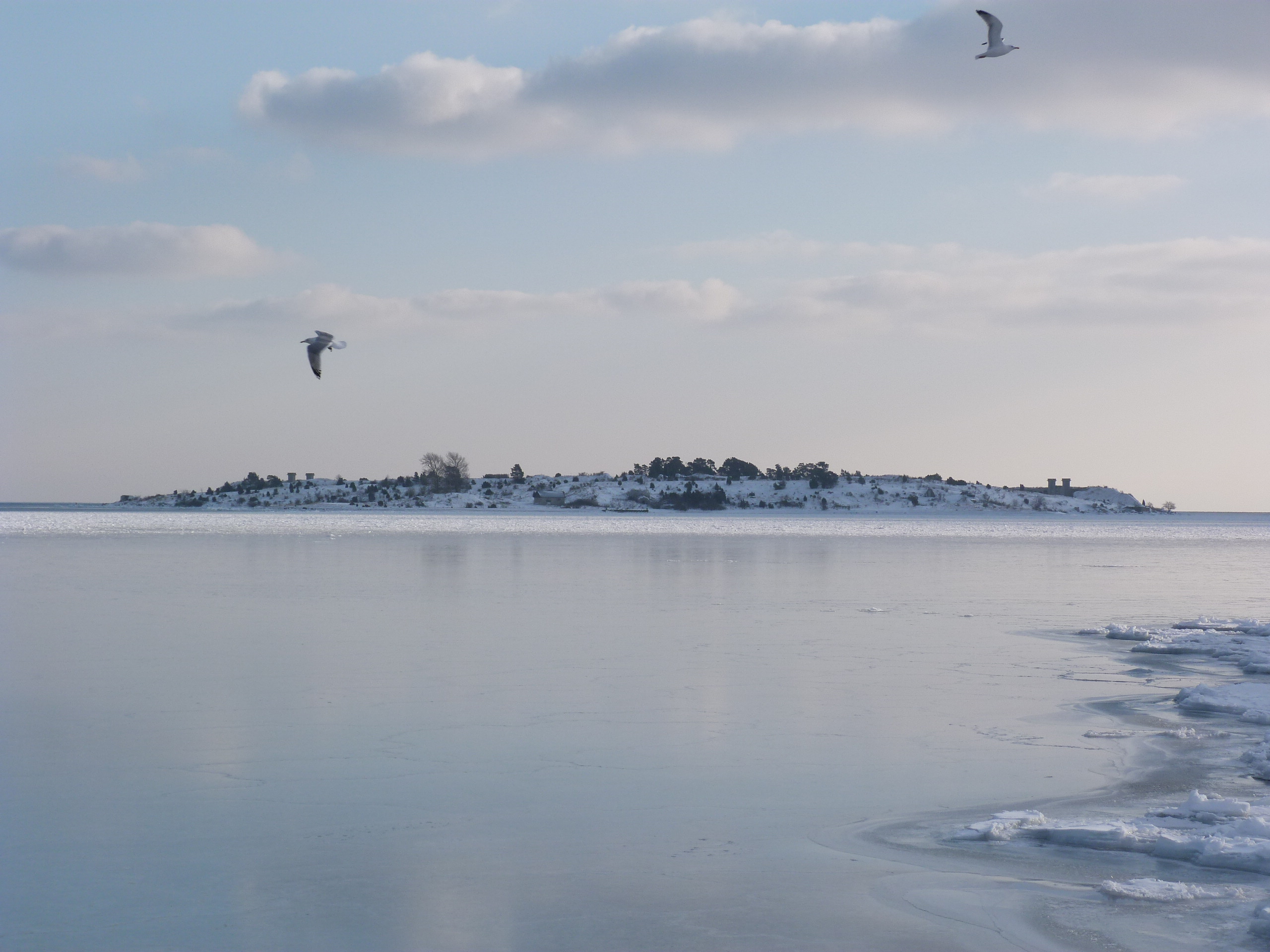
Enholmen im Winter 2012.